# Deopalpus hiemalis
Deopalpus hiemalis är en tvåvingeart som beskrevs av Cortes 1983. Deopalpus hiemalis ingår i släktet Deopalpus och familjen parasitflugor. Inga underarter finns listade i Catalogue of Life.